# Kanton Tours-Est
Kanton Tours-Est (francouzsky Canton de Tours-Est) je francouzský kanton v departementu Indre-et-Loire v regionu Centre-Val de Loire. Tvoří ho pouze východní část města Tours.